# Castello di San Giusto
Il castello di San Giusto è una fortezza-museo situata sul colle omonimo, a Trieste.
Come dimora storica, è stato restaurato negli anni duemila e adibito a museo civico dal Comune di Trieste, cui la struttura appartiene dal 1930. Sul bastione Lalio è stato inaugurato il 4 aprile 2001 il Lapidario Tergestino costituito da iscrizioni, sculture, bassorilievi e frammenti di architettura di epoca romana.
È visitabile solo in parte: in particolare, oltre al lapidario, sono accessibili la cappella, la sala Caprin, l'ampio cortile interno - sede di manifestazioni nel periodo estivo - e gli spalti, da cui si gode un ampio panorama sulla città sottostante.

## Storia

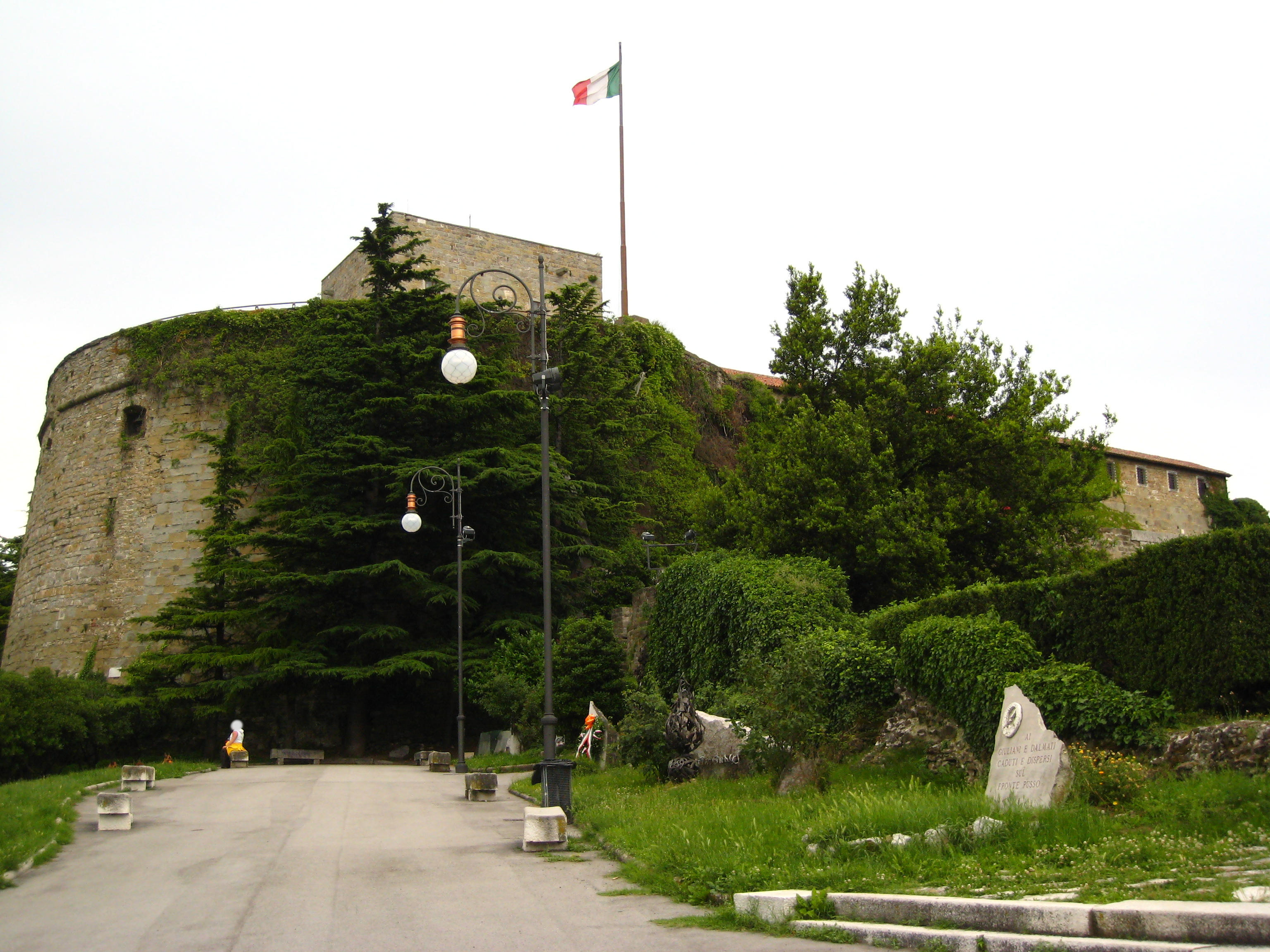
Le mura della fortezza

I primi dati storici relativi alla presenza di una fortezza sul colle risalgono solo al XV secolo.
Il castello fu eretto sul colle capitolino, sulle rovine del castelletto veneziano. Era un edificio a due piani con una torre quadrata adiacente. Non era un bell'edificio, niente di artistico o di interessante. Era solo una solida postazione militare.
Nei primi anni del XVI secolo, quando la città passò temporaneamente sotto il dominio dei Veneziani, questa prima costruzione venne prolungata con un'alta muraglia semicircolare. Dopo il ritorno dell'Impero i lavori continuarono, ma senza fretta. Prima venne aggiunto, tra il 1551 ed il 1561, il bastione a sudest, detto Lalio dal nome del suo primo progettista. La parte settentrionale, prevista già dai Veneziani, venne ultimata nel 1595, e l'ultimo baluardo, il bastione Pomis, risale al 1630.

## La ricostruzione del XVII secolo

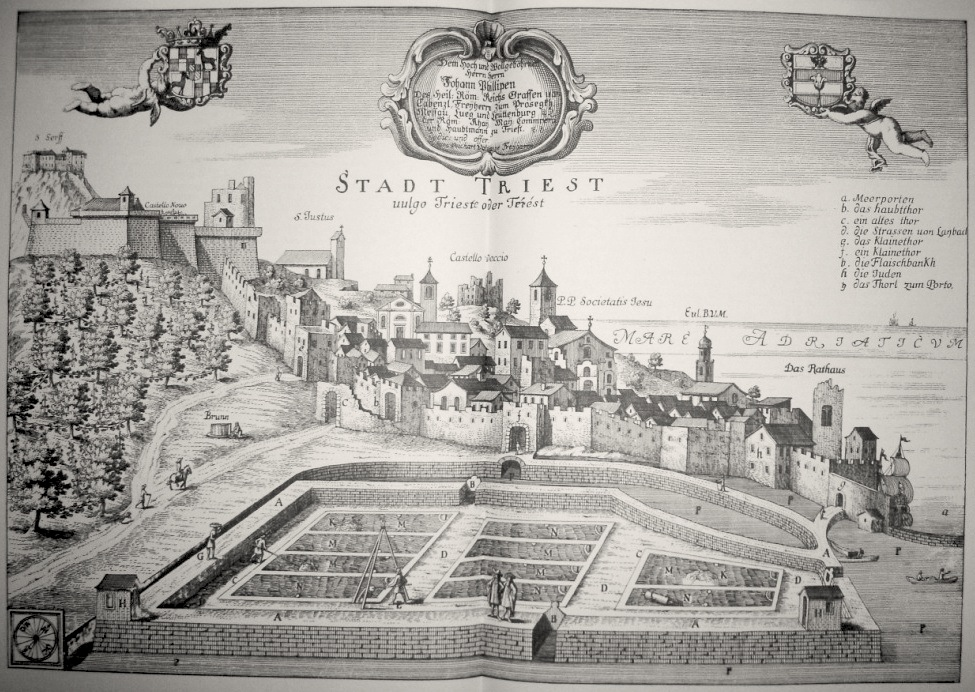
Veduta storica (1689) del colle di San Giusto e delle pendici verso il porto. In primo piano le saline.

Come risulta dai progetti che tuttora si conservano a Lubiana, nel XVII secolo si volle ricostruire globalmente la fortezza che sembrava troppo piccola ed inadeguata per la difesa della città. Fu previsto un ampliamento della costruzione fino a comprendere tutta la sommità della collina, il che avrebbe comportato addirittura l'abbattimento della cattedrale.
Sono stati trovati, interrati oltre la basilica, i basamenti di un quarto bastione della fortezza che però non fu mai eretto. Dopo il bombardamento francese della città nel 1702, divenne infatti chiaro che un'enorme fortezza sul colle di San Giusto non aveva più senso.
Solo nel 1930 le Autorità italiane individuarono l'opportunità turistica del sito. La fortezza fu restaurata, divenne castello, ed acquisì l'aspetto odierno.
Durante tutta la sua storia questa fortezza, costruita esplicitamente per scopi bellici, fu usata dai militari solo due volte. La prima volta, nel 1813, dalle truppe napoleoniche che per due settimane cercarono di resistere all'assedio delle flotte austriaca, inglese e napoletana. La seconda volta la fortezza servì ai militari tedeschi che nel 1945 vi si consegnarono alle truppe di liberazione.

## Interni

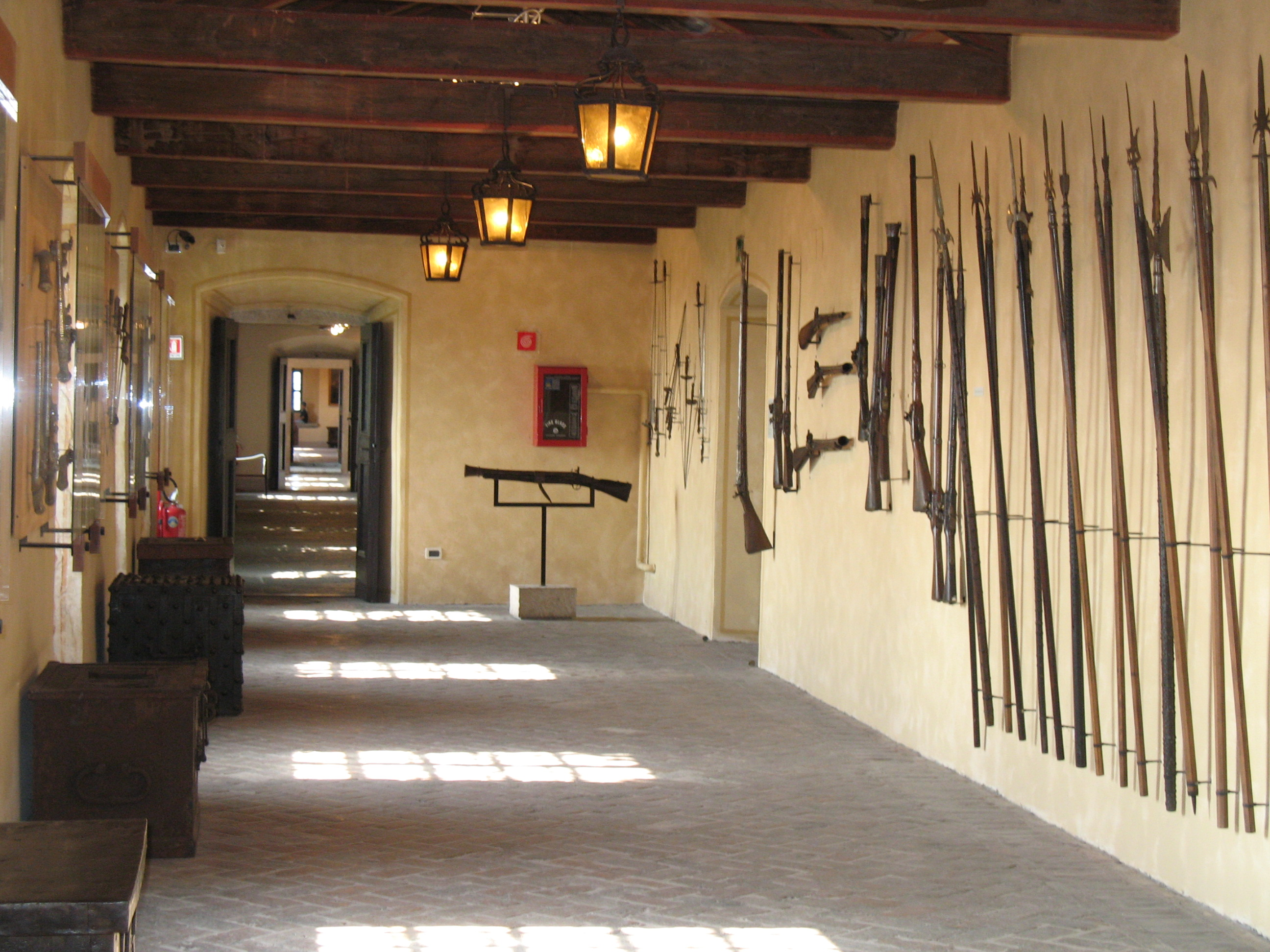
La sala delle armi

Si entra nella fortezza passando un ponte levatoio di piccole proporzioni che non costituiva l'originale entrata medievale, ancora ben visibile sulla sinistra. Il castello è pieno di iscrizioni storiche e lapidi commemorative e subito nell'ingresso si notano tra alcuni gonfaloni militari, gli stemmi delle famiglie patrizie della città.
Sulla sinistra si diparte un corridoio che porta alle antiche postazioni di tiro, mentre il corridoio di destra porta al museo delle armi ed alla guardiola.
Una scalinata porta sulla terrazza panoramica, da dove si passa nell'enorme cortile, pensato per piazza d'armi, ed oggi sede di molte manifestazioni culturali e di spettacolo. Dai margini del cortile si può salire sugli spalti da dove si gode una spettacolare vista su quelle parti della città che non si potevano vedere dalla terrazza.
Sotto il castello si trovano molti cunicoli e ambienti vari che non sono aperti al pubblico, essendo alcuni ancora in via di esplorazione. Una delle cantine, raggiungibile anche dall'esterno, ospita da decenni l'elegante ristorante comunale di alta categoria.

## Galleria d'immagini

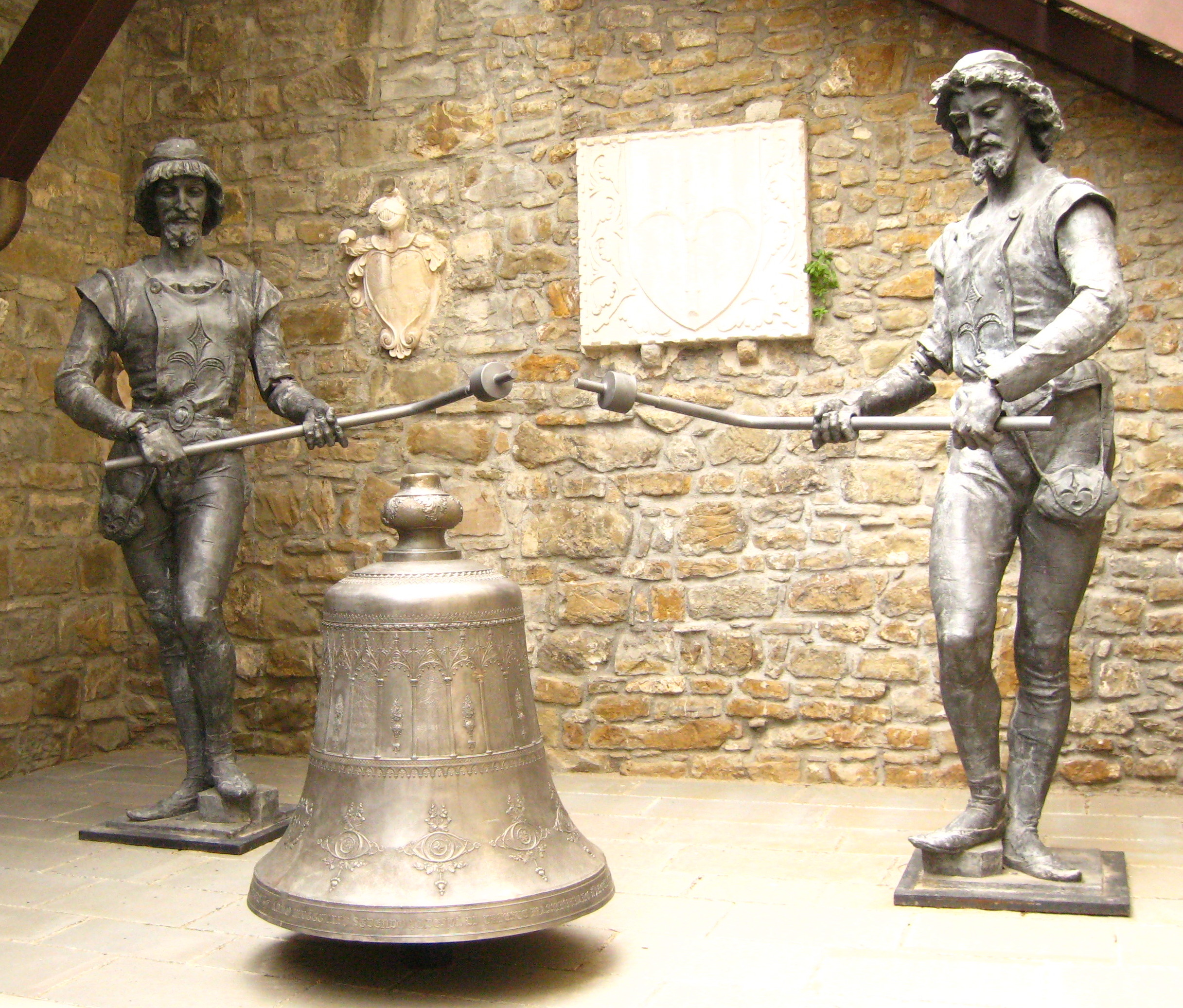
Gli automi originali chiamati Micheze e Jacheze della torre campanaria del comune di Trieste, esposti nel cortile del castello di San Giusto
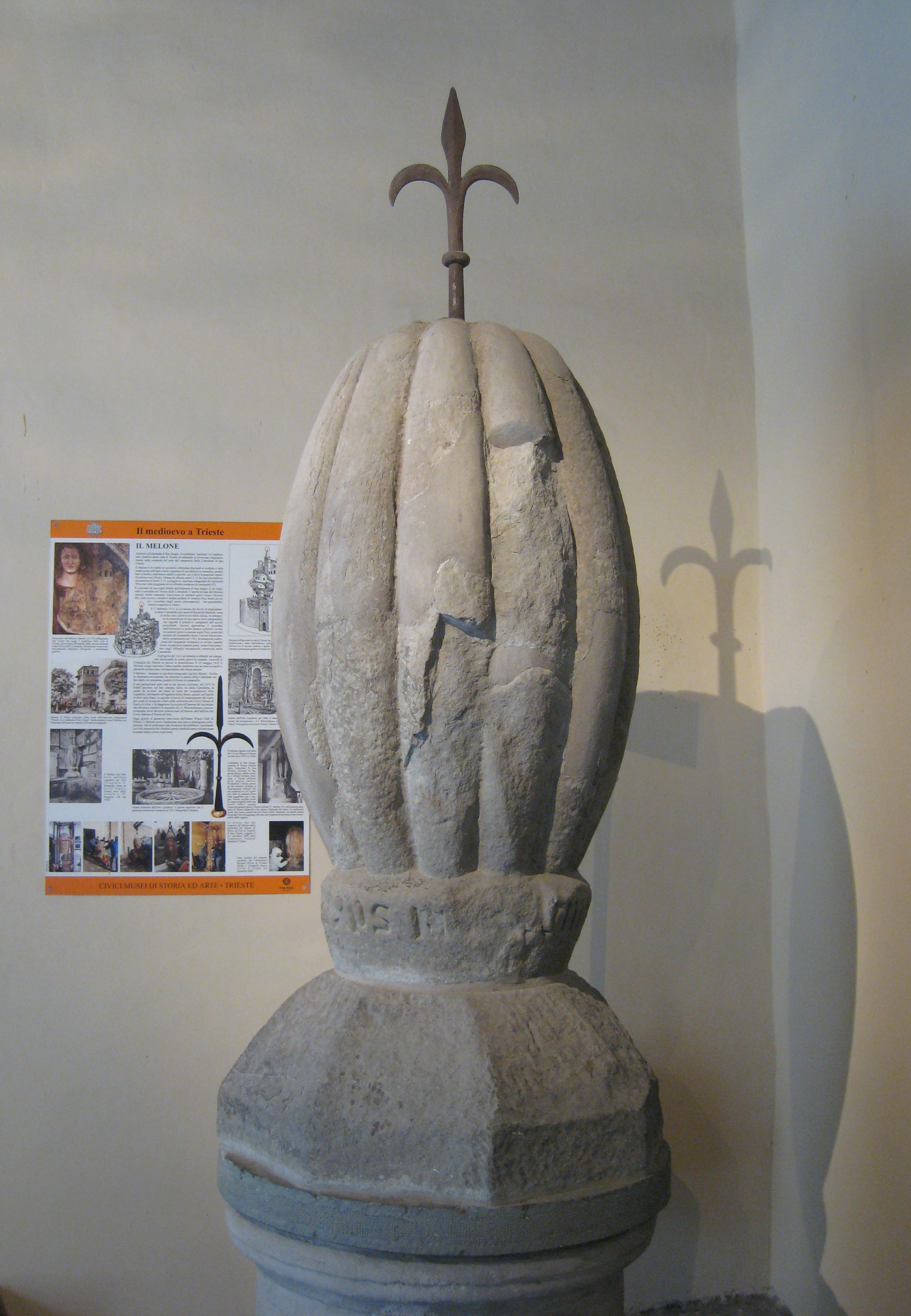
"Il Melone", l'acroterio simbolo di Trieste insieme all'alabarda; in origine era situato in cima al campanile di San Giusto
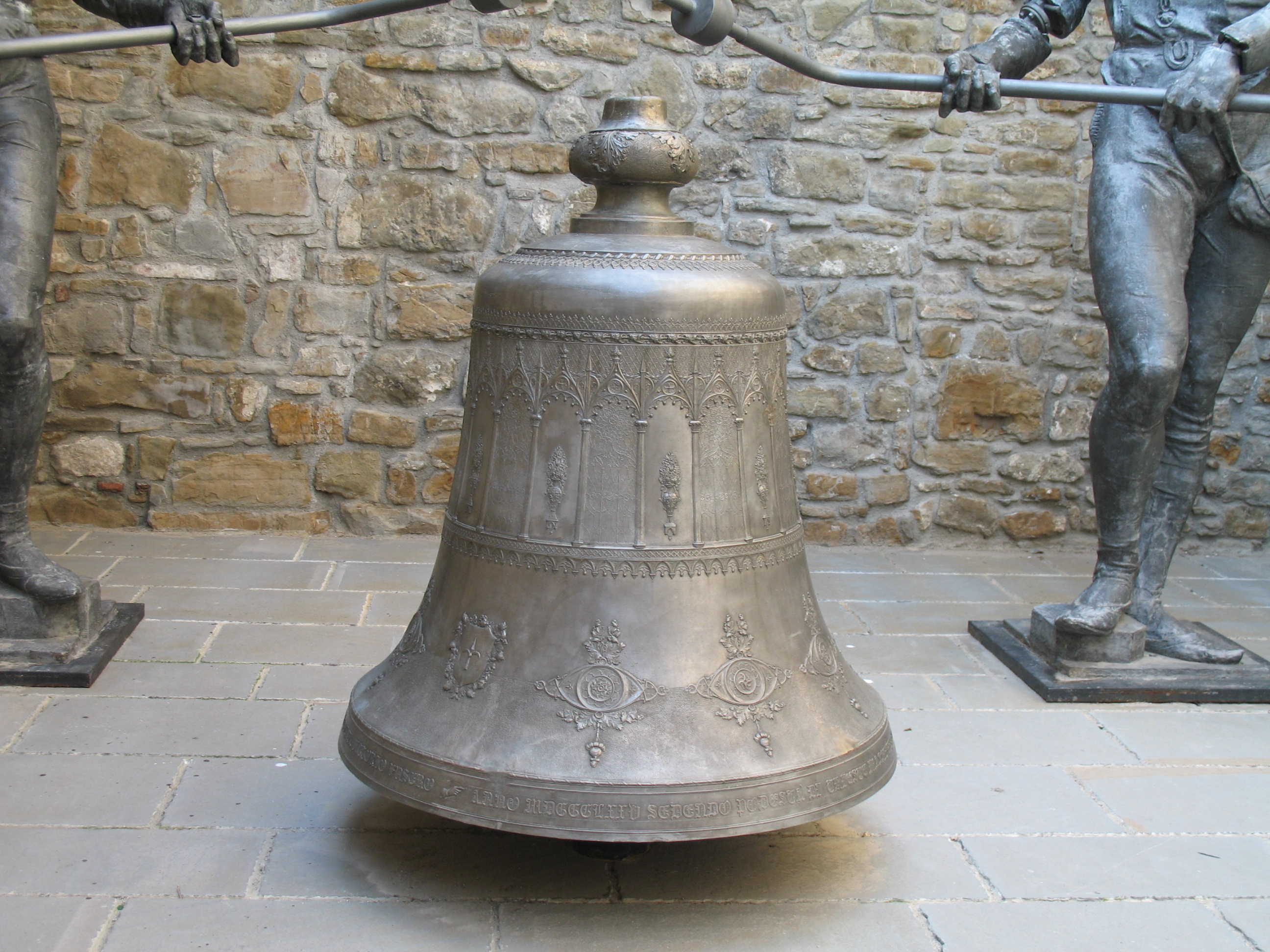
La campana
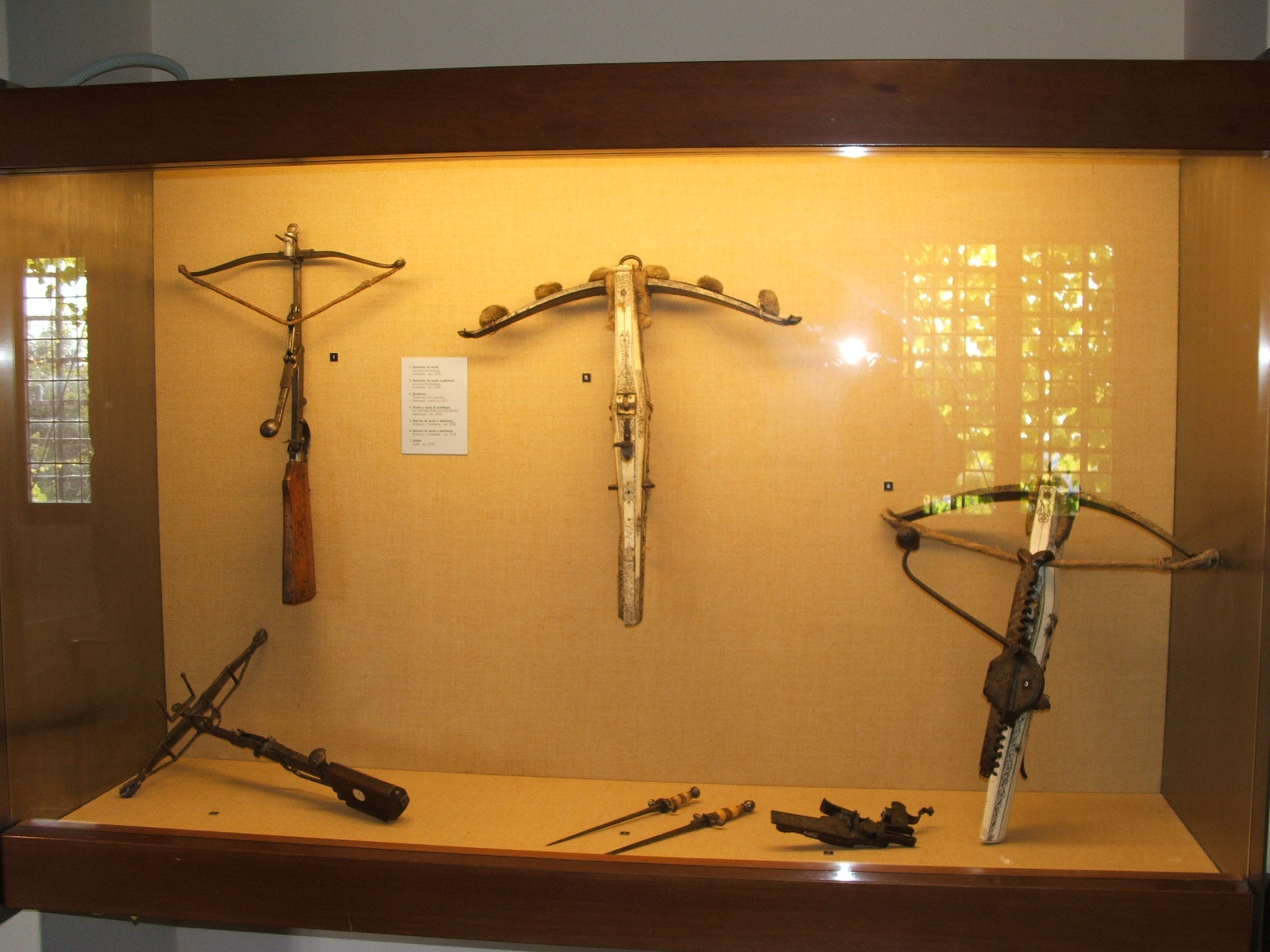
Vetrina con balestre
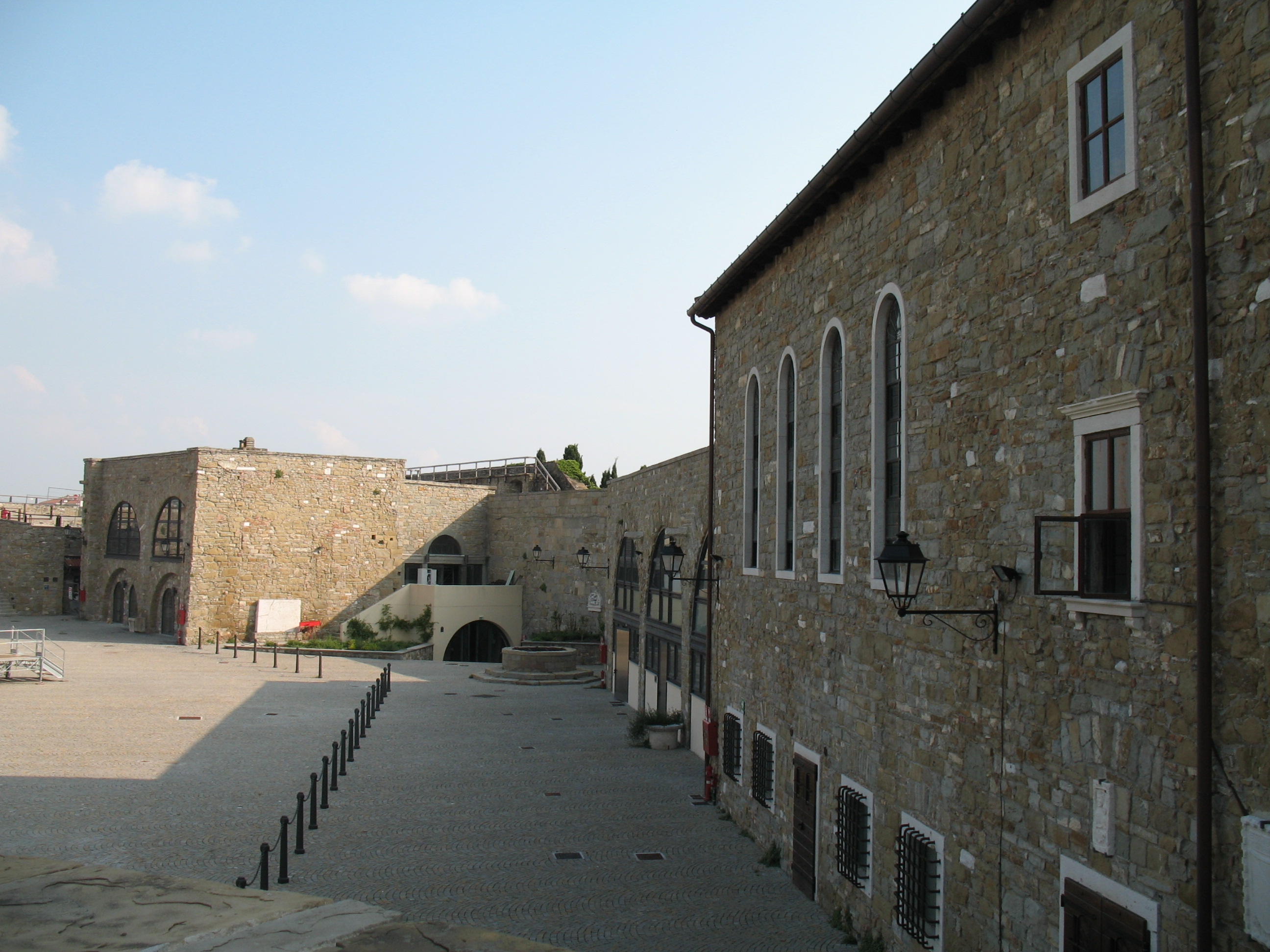
Il cortile interno